# Емилия Терция
Емилия Терция (на латински: Aemilia Tertia) e римлянка от 2 век пр.н.е.

## Произход
Произлиза от фамилията Емилии. Дъщеря е на Луций Емилий Павел Македоник (консул през 182 пр.н.е.) и Папирия Мазониз, дъщеря на Гай Папирий Мазон (консул 231 пр.н.е.). Родителите ѝ имат двама сина и две дъщери и се развеждат. Баща ѝ се жени отново и има още двама сина.
Баща ѝ дава първородените си синове след 179 пр.н.е. на приятелски фамилии за осиновяване, за да им осигури успешно убичение (cursus honorum). Брат ѝ Квинт Фабий Максим Емилиан e осиновен от Квинт Фабий Максим (претор 181 пр.н.е.). Другият ѝ брат Сципион Емилиан (консул 147 и 134 пр.н.е.) е осиновен от Публий Корнелий Сципион. Сестра ѝ Емилия Паула Секунда се омъжва за богатия Луций Елий Туберон. Вероятно има още една сестра, която се казва Емилия Паула Прима или Емилия Паула Терция. Полубратята на Емилия умират млади.

## Фамилия
Емилия се омъжва за юриста Марк Порций Катон Лициниан, син на Катон Стари и Лициния. Майка е на:
- Марк Порций Катон (консул 118 пр.н.е.)[2]
- Гай Порций Катон (консул 114 пр.н.е.)[3]